# Джеймс Хърбърт
Джеймс Хърбърт (на английски: James Herbert) е британски писател на бестселъри в жанра фантастичен трилър и хорър.

## Биография и творчество
Джеймс Хърбърт е роден на 8 април 1943 г. в Ийст Енд, Лондон, Англия. Баща му е собственик на уличен щанд на Лондонския пазар „Брик Лейн“. Има двама по-големи братя – Питър и Джон. Семейството му живее на гърба на Петикоат Лейн в Уайтчапъл, района на легендарния Джак Изкормвача, а след немските бомбардировки през Втората световна война е район гъмжащ от плъхове. Като дете много обича да разказва страшни истории на съседските деца, но голямата му страст е рисуването и живописта.
Учи в католическото училище „Успение Богородично“ в Бетнал Грийн. След 11-годишна възраст печели стипендия за училище „Сейнт Алойзиъс“ в Хайгейт. На 16 г. отива да учи колеж по изкуствата в Хорнси, където учи графичен дизайн, печат, фотография и от време на време участва в състава на една музикална група.
Започва работа в художествения отдел на малката рекламна агенция „Джон Колинс“ от 1962 г. до 1977 г., като бързо става арт-директор и ръководител на отдела. През август 1967 г. се жени за съпругата си Айлийн.
На 28 години Хърбърт започва да пише роман, инспириран от детските му спомени. Десет месеца по-късно завършва ръкописа на хоръра „The Rats“ описващ зловещите мутирали човекоядни гризачи. С помощта на жена му ръкописът е напечатан и той го предлага на шест издателя. Получава три отговора, от които един е „мъдро“ положителен. Така първият му трилър излиза през 1974 г. и веднага прави автора популярен сред читателите на апокалитични сюжети. Поради интереса на феновете на Хърбърт романът има три продължения и оформя самостоятелна серия.
След като издава още няколко, също така успешни романа, Хърбърт напуска рекламната агенция и се посвещава изцяло на писателската си кариера. Освен написването на текста той също така проектира кориците на книгите и рекламните кампании за представянето им.
На 12 юни 2010 г. Хърбърт е удостоен с Ордена на Британската империя за цялостното си творчество и принос към британската литература. Той е един от водещите писатели в жанра трилър/хорър. Неговите книги се продават на тридесет и три езика в над 50 милиона копия по целия свят. Често е описван като един от най-влиятелните и широко наподобявани автори на нашето време, а романите му, с тяхната дълбочина и оригиналност, се считат за класика в жанра.
Романите на Хърбърт са едни от предпочитаните за екранизиране във филми на ужасите.
До смъртта си на 20 март 2013 г. Джеймс Хърбърт живее в Удманкот, Западен Съсекс, с жена си и трите си дъщери.

## Произведения

### Самостоятелни романи
- The Fog (1975)
- The Survivor (1976)
- Fluke (1977)
- The Spear (1978)
- The Dark (1980)
- The Jonah (1981)
- Shrine (1983)
- Moon (1985)
Луната, изд.: ИК „Хермес“, Пловдив (1996), прев. Илия Годев
- The Magic Cottage (1986)
- Sepulchre (1987)
- Creed (1990)
- Portent (1992)
- '48 (1996)
- Others (1999)
- Once (2001)
- Nobody True (2003) – номиниран за най-добър роман на годината
- The Secret of Crickley Hall (2006)

### Серия „Плъхове“ (Rats)
1. The Rats (1974)
2. Lair (1979)
3. Domain (1984)
4. The City (1994)

### Серия „Дейвид Аш“ (David Ash)
1. Haunted (1988)
2. The Ghosts of Sleath (1994) – номиниран за най-добър роман на годината
3. Ash (2012)

### Комикси
- The City (1993) – историята е развита в романа

### Разкази
- Maurice and Mog (1987)
- Ghost Hunter (1988)
- Hallowe'en's Child (1988)
- Breakfast (1989)
- Not Very Psychic (1997)
- Others (excerpt) (1999)

### Документалистика
- James Herbert's Dark Places (1993)
- Ghost Movies (1995)

### Филмография
- 1981 The Survivor (филм по романа)
- 1982 Deadly Eyes (филм по романа „The Rats“)
- 1995 Флюк, Fluke (филм по романа)
- 1995 Haunted (филм по романа)
- 2012 The Secret of Crickley Hall (ТВ мини сериал, 1 епизод по романа)

има и участие като себе си в 7 документални и игрални сериали (1991 – 2012)

### Книги за Джеймс Хърбърт
- James Herbert: by Horror Haunted (1992) – от Стивън Джоунс
- Devil in the Dark (2001) – от Крейг Кейбъл